# Seznam státních znaků afrických zemí

Africké státy

Přehled státních znaků nezávislých států a závislých území na africkém kontinentu.

## Státní znaky nezávislých států
| Stát                           | Znak | Typ        | Článek o znaku                                | Motto nebo text na znaku |
| ------------------------------ | ---- | ---------- | --------------------------------------------- | --- |
| Alžírsko                       |      | emblém     | Státní znak Alžírska                          | |
| Angola                         |      | emblém     | Státní znak Angoly                            | |
| Benin                          |      | heraldický | Státní znak Beninu                            | |
| Botswana                       |      | heraldický | Státní znak Botswany                          | |
| Burundi                        |      | heraldický | Státní znak Burundi                           | Unité, Progrès, Justice (francouzsky) (česky Jednota, pokrok, spravedlnost) |
| Burkina Faso                   |      | heraldický | Státní znak Burkiny Faso                      | Unité Progrès Justice (francouzsky) (česky Jednota, pokrok, spravedlnost) |
| Čad                            |      | heraldický | Státní znak Čadu                              | |
| Džibutsko                      |      | emblém     | Státní znak Džibutska                         | – |
| Egypt                          |      | heraldický | Státní znak Egypta                            | جمهوريّة مصر العربيّة‎ (arabsky) (česky Egyptská arabská republika) |
| Eritrea                        |      | emblém     | Státní znak Eritreje                          | |
| Etiopie                        |      | heraldický | Státní znak Etiopie                           | – |
| Gabon                          |      | heraldický | Státní znak Gabonu                            | UNITI PROGREDIEMUR (latinsky) (česky Spojeni postoupíme vpřed), UNION, TRAVAIL, JUSTICE (francouzsky) (česky Jednota, práce, spravedlnost)                                                                |
| Gambie                         |      | heraldický | Státní znak Gambie                            | |
| Ghana                          |      | heraldický | Státní znak Ghany                             | FREEDOM AND JUSTICE (anglicky) (česky Svoboda a spravedlnost) |
| Guinea                         |      | heraldický | Státní znak Guineje                           | |
| Guinea-Bissau                  |      | heraldický | Státní znak Guineje-Bissau                    | |
| Jižní Afrika                   |      | heraldický | Státní znak Jihoafrické republiky             | ǃke e꞉ ǀxarra ǁke (česky Jednota v různosti) |
| Jižní Súdán                    |      | heraldický | Státní znak Jižního Súdánu                    | JUSTICE, PROSPERITY, LIBERTY (anglicky) (česky spravedlnost, prosperita a svoboda), REPUBLIC OF SOUTH SUDAN (anglicky) (název státu)                                                                      |
| Kamerun                        |      | heraldický | Státní znak Kamerunu                          | PAIX • TRAVAIL • PATRIE (francouzsky), PEACE • WORK • FATHERLAND (anglicky) (česky Mír, práce, vlast), REPUBLIC OF CAMEROON (anglicky), RÉPUBLIQUE DU CAMEROUN (francouzsky) (česky Kamerunská republika) |
| Kapverdy                       |      | heraldický | Státní znak Kapverd                           | REPÚBLICA DE CABO VERDE (česky Kapverdská republika) |
| Keňa                           |      | heraldický | Státní znak Keni                              | Harambee (svahilsky) (česky Spojme se, Pomáhejme si navzájem, Tahejme všichni za jeden provaz) |
| Komory                         |      | emblém     | Státní znak Komor                             | |
| Konžská republika              |      | heraldický | Státní znak Konga                             | |
| Konžská demokratická republika |      | emblém     | Státní znak Konžské demokratické republiky    | JUSTICE PAIX TRAVAIL (francouzsky) (česky Spravedlnost, mír, práce) |
| Lesotho                        |      | emblém     | Státní znak Lesotha                           | |
| Libérie                        |      | heraldický | Státní znak Libérie                           | THE LOVE OF LIBERTY BROUGHT US HERE (anglicky) (česky Láska ke svobodě nás sem přivedla), REPUBLIC OF LIBERIA (anglicky) (česky Liberijská republika)                                                     |
| Libye                          |      | emblém     | Státní znak Libye                             | – |
| Madagaskar                     |      | heraldický | Státní znak Madagaskaru                       | |
| Malawi                         |      | heraldický | Státní znak Malawi                            | |
| Mali                           |      | heraldický | Státní znak Mali                              | |
| Maroko                         |      | heraldický | Státní znak Maroka                            | |
| Mauritánie                     |      | heraldický | Státní znak Mauritánie                        | |
| Mauricius                      |      | heraldický | Státní znak Mauricia                          | |
| Mosambik                       |      | emblém     | Státní znak Mosambiku                         | REPUBLICA DE MOÇAMBIQUE (portugalsky) (česky Mosambická republika) |
| Namibie                        |      | heraldický | Státní znak Namibie                           | UNITY • LIBERTY • JUSTICE (anglicky) (česky Jednota, svoboda, spravedlnost) |
| Niger                          |      | heraldický | Státní znak Nigeru                            | |
| Nigérie                        |      | heraldický | Státní znak Nigérie                           | |
| Pobřeží slonoviny              |      | heraldický | Státní znak Pobřeží slonoviny                 | |
| Rovníková Guinea               |      | heraldický | Státní znak Rovníkové Guiney                  | UNIDAD • PAZ • JUSTICIA (španělsky) (česky Jednota, mír, spravedlnost) |
| Rwanda                         |      | pečeť      | Státní znak Rwandy                            | REPUBULIKA Y'U RWANDA (česky Republika Rwanda), UBUMWE – UMURIMO – GUKUNDA IGIHUGU (česky Jednota, práce, vlastenectví)                                                                                   |
| Senegal                        |      | heraldický | Státní znak Senegalu                          | |
| Seychely                       |      | heraldický | Státní znak Seychel                           | FINIS • CORONAT • OPUS (latinsky) (česky Konec korunuje dílo) |
| Sierra Leone                   |      | heraldický | Státní znak Sierry Leone                      | |
| Somálsko                       |      | heraldický | Státní znak Somálska                          | – |
| Středoafrická republika        |      | heraldický | Státní znak Středoafrické republiky           | ZO KWE ZO (česky Všichni lidé jsou lidé), 1ER DÉCEMBRE 1958 (česky 1. prosince 1958), UNITE DIGNITE TRAVAIL (česky Jednota, důstojnost, práce)                                                            |
| Súdán                          |      | emblém     | Státní znak Súdánu                            | An-nasr-laná (česky Vítězství je naše) a Džumhúríjat as-Súdán (česky Súdánská republika) |
| Svatý Tomáš a Princův ostrov   |      | heraldický | Státní znak Svatého Tomáše a Princova ostrova | |
| Svazijsko                      |      | heraldický | Státní znak Svazijska                         | SIYINQABA (česky Jsme pevnost) |
| Tanzanie                       |      | heraldický | Státní znak Tanzanie                          | |
| Togo                           |      | heraldický | Státní znak Toga                              | Travail, Liberté, Patrie (francouzsky) (česky Práce, volnost, otčina) |
| Tunisko                        |      | heraldický | Státní znak Tuniska                           | |
| Uganda                         |      | heraldický | Státní znak Ugandy                            | |
| Zambie                         |      | heraldický | Státní znak Zambie                            | |
| Zimbabwe                       |      | heraldický | Státní znak Zimbabwe                          | UNITY • FREEDOM • WORK (anglicky) (česky Jednota, svoboda, práce) |

## Znaky závislých území
Některá, zde neuvedená, území buď nemají svůj znak, nebo užívají znak mateřského státu.
| Území / Mateřský stát       | Znak       | Typ        | Článek o znaku             | Motto nebo text na znaku                                                      |
| --------------------------- | ---------- | ---------- | -------------------------- | ----------------------------------------------------------------------------- |
| Ceuta Španělsko             |            | heraldický | Znak Ceuty                 | –                                                                             |
| Kanárské ostrovy Španělsko  |            | heraldický | Znak Kanárských ostrovů    | OCEANO                                                                        |
| Madeira Portugalsko         |            | heraldický | Znak Madeiry               | DAS ILHAS AS MAIS BELAS E LIVRES                                              |
| Mayotte Francie             |            | heraldický | Znak Mayotte               | RA HACHIRI                                                                    |
| Melilla Španělsko           |            | heraldický | Znak Melilly               | PRÆFERRE PATRIAM LIBERIS PARENTEM DECET (latinsky), NON PLUS ULTRA (latinsky) |
| Réunion Francie             |            | heraldický | Znak Réunionu              | RF, MMM                                                                       |
| Roztroušené ostrovy Francie |            | heraldický | Znak Roztroušených ostrovů | TERRES AUSTRALES ET ANTARCTIQUES FRANÇAISES                                   |
| Západní Sahara Maroko       | zatím nemá | zatím nemá | Znak Západní Sahary        | –                                                                             |